# Angol (Chile)
Angol – miasto w Chile, w regionie Araukania.
W mieście rozwinął sięprzemysł spożywczy oraz drzewny. Ośrodek handlowy regionu uprawy zbóż, drzew owocowych.